# 中川和昌
中川 和昌（なかがわ かずまさ、1956年4月8日 - ）は、日本の自動車評論家。日本自動車ジャーナリスト協会会員　- 愛知県出身。

## 来歴
学生時代から衣料品、雑貨などの貿易を営んでいたが、車好きが高じて自動車メカニックへ転身する。その後、自動車雑誌、ファッション情報誌の編集者を経て、1988年にフリーランスとなり、首都圏に住まない数少ない自動車ジャーナリストとして第一線で活躍。2001年～2003年日本カーオブザイヤー選考委員。2019年～RJCカーオブザイヤー選考委員
豊富な経歴を活かしたフレキシブルなレポートを得意とし、取材活動はメカニカルな分野や一般的な試乗記、ヒストリーなど自動車関連のみならず、ファッション、グルメ、映画、旅といった様々な分野に及ぶ。雑誌編集者の経験からTV番組の構成作家として、TVやWebのディレクティング、旅やファッションなどに関わるライフスタイルのコーディネートなど幅広い分野で、コンサルティングやプランニング、コーディネートを行なう。「自動車は、ハードよりもむしろ開発段階からそれを取り巻くソフト面、社会性やファッション性、ブランド性といった人の感性に関わる部分が重要視される」という持論から、自動車と人との関係、ライフスタイルを的確に伝えるためにあらゆる角度から活動を行なう。海外取材にも積極的で、新型車の試乗やモーターショー、メーカー取材、時計や靴、アパレル関係のショーやファニチャーショー、デザインホテルやカフェ、クラブといったトレンディな情報も収集している。
執筆活動だけでなく、各種イベントなどでのトークショーや関連するイベントプランニング、テレビ出演、企業や団体などを対象とした講演、SPやPRに関わるプランニングやコーディネート、コンサルティングなども積極的に行っており、愛媛ヤナセの有期統括部長として、販売促進、組織変更、CI促進も担当した。

## 人物
- 趣味：映画鑑賞、ドライブ、料理、旅行、読書、模型、ラジコン、犬の散歩、武器収集、写真、音楽鑑賞
- 東日本大震災の医療サポートボランティアに積極的に参加しており、石巻市へ足を運んでいる。[5][6]

## 執筆
- COVO[7]
- 燃費向上研究所[8]
- 名車文化研究所[9]

過去の執筆先
- 宝島
- スマートマックス
- メンズEX
- エンジン
- ウィズマン
- ROSSO
- カーセンサー[10][11][12]
- オートファッションインプ
- オンリーメルセデス
- ポルシェファン
- ジャーマン・カーズ
- 月刊レフト
- アギム
- D-tv（インターネット）
- WebCG[13]

## コンサルティング
- ポルシェセンター名古屋 営業トレーニング
- ポルシェセンター横浜 営業トレーニング
- 初代TVRジャパン 広報活動アシスト（設立時）
- スポーテックジャパン 広報活動（設立時）
- ハルトゲジャパン 広報活動（設立時）
- Jノーテレジャパン 広報活動（設立時）
- レザーメーカー悠立 販売促進
- 岐阜ヤナセ 販売促進
- 岐阜輸入車組合 アドバイザー
- ヤナセグループ 営業トレーニング セールスツール作成

## 企画
- ポルシェセンター名古屋 ディーラーイベント（年数回）
- ポルシェセンター横浜 ディーラーイベント
- ポルシェセンター主催ドライビングスクール（チーフインストラクター）

## 講演
- トヨタ車体社内勉強会[4]
- 東京ヤナセ協力店会役員会議
- 名古屋東ロータリークラブ
- 昭和ロータリークラブ

## トークショー
- ポルシェセンター名古屋（定期）
- ポルシェセンター横浜（定期）
- ポルシェセンター京都（年数回）
- ポルシェセンター新潟
- ポルシェセンター金沢
- ポルシェセンター富山
- BMWモートレン名古屋
- 第18回名古屋モーターショー 輸入車ショートーク[14]

## 出演
- 「タイムズトーク」（メインパネラー、スターキャットTV）[15]